# Comentarios Reales de los Incas
Les Comentarios Reales de los Incas (Lisbonne, 1609)  ou littéralement en castillan Commentaires royaux (ou « vrais ») des Incas, sont une œuvre écrite en prose par le métis hispano-quechua Inca Garcilaso de la Vega qui conte tout ce qui concerne l'empire inca, de sa naissance à sa destruction par les conquistadors et leurs alliés amérindiens. Ce livre relate également tous les aspects de la société inca, de sa poésie aussi bien que le rôle des femmes. Sa valeur en tant que témoignage historique, aussi bien qu'en tant que dans le domaine de la littérature est exemplaire. À l'instar de la Corónica de Guaman Poma (1615-1617), on considère ordinairement que ces Commentaires sont un plaidoyer adressé à la Couronne d'Espagne afin que les sujets Indiens du royaume d'Espagne soient considérés comme des sujets légitimes du royaume, titulaires des mêmes droits que les colons espagnols.

## Valeur historique desCommentaires
Bien que les historiens utilisent toujours les Commentaires en tant que source historique, depuis W. H. Prescott (1847), ils sont plus précautionneux qu'auparavant à leur égard. En effet, l'auteur a tendance à idéaliser ses ancêtres du côté maternel et il affirme qu'aucune civilisation n'avait vu le jour avant celle des Incas dans l'aire andine ; on sait aujourd'hui que les Incas sont, en de nombreux aspects, héritiers des arts et techniques développées par les peuples les ayant précédés. Il explique ainsi que les Incas ont civilisé les peuples antérieurs afin de les préparer à recevoir la « foi catholique » (phénomène décrit par l'Église comme preparatio evangelica (en)). Il loue ainsi la « sagacité » et la « prudence » de Manco Inca (ou Manco Capac I) qui accrédita, selon lui, la « fable » selon laquelle lui et sa femme étaient « enfants du Soleil » (hijos del Sol), ce qui leur permit d'asseoir leur légitimité et d'éclairer les barbares . En revanche, il critique la tyrannie du dernier empereur inca et demi-frère de Manco Capac II et de Huascar, Atahualpa, qui utilise le mensonge à des fins personnelles.
Selon Charles Wiener (1880), il affirme que les Incas auraient interdit l'écriture. À ce jour, cela n'a été confirmé par aucun historien, aucune forme d'écriture logographique n'ayant été trouvée dans la région andine ; a contrario, les quipus, inventés avant les Incas, pourraient avoir constitué une forme scripturale inédite, au-delà du simple outil de calcul pour lequel ils ont souvent été pris.

## Principales éditions
La première traduction française des Comentarios est réalisée par Jean Baudoin et publiée en 1633 à Paris sous le titre Le Commentaire Royal, ou l’Histoire des Yncas, Roys du Peru ; contenant leur origine depuis le premier Ynca Manco Capac, leur Etablissement, leur Gouvernement en paix & en guerre, leurs Conquestes, les merveilles du Temple du Soleil.... En 1959, Alain Gheerbrant établit et traduit le texte pour en réaliser la première édition critique en français, qui paraît sous le titre Les Commentaires royaux : ou l'Histoire des Incas, 1539-1616 au Club des libraires de France, dans la collection « Découverte de la Terre ». En 1982, une nouvelle traduction par René L. F. Durand, précédée d'une introduction par Marcel Bataillon, est publiée chez Maspero, en trois volumes, en partenariat avec l'UNESCO, dans le cadre de la publication d'œuvres représentatives des différentes cultures humaines, dans la série ibéro-américaine ; elle a pour titre Commentaires royaux sur le Pérou des Incas.